# Pachyteria calumniata
Pachyteria calumniata är en skalbaggsart som beskrevs av Conrad Ritsema 1890. Pachyteria calumniata ingår i släktet Pachyteria och familjen långhorningar.
Artens utbredningsområde är Sri Lanka. Inga underarter finns listade i Catalogue of Life.